# Entrega contínua
Entrega contínua (CD), do inglês continuous delivery, é uma prática de engenharia de software na qual as equipes, de desenvolvimento de software, produzem um entregável em ciclos curtos, garantindo que o software possa ser lançado com segurança a qualquer momento.
O objetivo é criar, testar e liberar software com maior velocidade e frequência. Essa prática ajuda a reduzir o custo, o tempo e o risco de fazer alterações, permitindo atualizações incrementais as aplicações em produção. Um processo de implantação simples e repetível é importante para a entrega contínua.